# Kyaneshwor
Kyaneshwor – gaun wikas samiti w środkowej części Nepalu  w strefie Dźanakpur w dystrykcie Sindhuli. Według nepalskiego spisu powszechnego z 2001 roku liczył on 1417 gospodarstw domowych i 9592 mieszkańców (4727 kobiet i 4865 mężczyzn).